# Monotherium
Monotherium — вимерлий рід тюленів. Він відомий зі скам'янілостей, знайдених у середньому і пізньому міоцені Бельгії.